# 皆川俊宗
皆川 俊宗（みながわ としむね、大永5年（1525年） - 天正元年9月11日（1573年10月6日））は、戦国時代の武将。下野国皆川城（現在の栃木県栃木市）城主。皆川成勝の子で皆川広勝・広照の父。弾正忠あるいは山城守と名乗る。
宇都宮俊綱から一字を得て「俊宗」と名乗る。天文年間に家督を継承、北条氏康と結んで自立を図って宇都宮広綱と争うが、敗れて屈服した。後に宇都宮家中での発言力を伸ばし、同家中にて実権を握っていたとされていた芳賀高継を凌ぐ力を有していたとする説も出されている。また、元亀3年（1572年）には主君・広綱の病気に乗じて宇都宮城を占領して重臣の岡本宗慶を殺害した上で那須氏や北条氏と結んで家中の実権を掌握している。晩年は広勝に家督を譲って心鉄と号する。結城晴朝とともに北条氏康に攻められた関宿城の簗田晴助父子の救援に赴いて戦死したとされるが、実際には俊宗が死亡したとされる天正元年9月頃に皆川氏が壬生氏とともに宇都宮氏に叛旗を翻して宇都宮氏を支援する小山氏の粟志川城を攻めていたことが確認されており、この時に戦死したとみられている。